# 石室寺塔
石室寺塔，位于中国福建省莆田市城厢区龙桥街道下磨村大象山，南宋始建，明永乐年间（1403—1424年）重建。方形砖构楼阁式，七层，边长3.86米，通高20米。基座石构，塔身砖构。楼板、回廊、护栏、出檐均为木构，现仅残存部分木楼板。底层东、西向开门洞，其他各层均两面开门洞，两面设佛龛。2005年5月11日公布为第六批福建省文物保护单位。